# Tidelands
Tidelands é uma série de televisão australiana que teve sua primeira temporada lançada em 14 de dezembro de 2018 na Netflix. A série de oito episódios é escrita e criada por Stephen M. Irwin e Leigh McGrath e é produzida pela Hoodlum Entertainment. Destaca-se no elenco o ator brasileiro Marco Pigossi como Dylan., 
A série foi cancelada pela Netflix após uma temporada.

## Premissa
Tidelands acompanha a história de Cal McTeer (Charlotte Best), uma ex-criminosa que volta para casa, na pequena vila de pescadores na Orphelin Bay. Quando o corpo de um pescador local é encontrado na praia, Cal busca desvendar os segredos da cidade enquanto investiga uma comunidade marginalizada, que é um grupo de seres sensuais e perigosos metade sereia e metade humanos, os "Tidelanders".

## Elenco

### Regular
- Charlotte Best como Calliope "Cal" McTeer
- Elsa Pataky como Adrielle Cuthbert
- Aaron Jakubenko como Augie McTeer
- Marco Pigossi como Dylan Sauge
- Richard Davies como Colton Raxter
- Dalip Sondhi como Lamar Cloutier
- Mattias Inwood como Corey Welch
- Jacek Koman como Gregori Stolin

### Recorrente
- Alex Dimitriades como Paul Murdock
- Peter O'Brien como Bill Sentelle
- Madeleine Madden como Violca
- Jet Tranter como Leandra
- Caroline Brazier como Rosa
- Hunter Page-Lochard como Jared
- Annabelle Stephenson como Laura Maney
- Cate Feldmann como Genoveva
- Finn Little como Gilles
- Chloe De Los Santos como Bijou